# Вишневцы (Кировоградская область)
Вишневцы́ (укр. Вишнівці) — село в Онуфриевской поселковой общине Александрийского района Кировоградской области Украины
До 2020 года входило в Онуфриевский район
Население в 2021 году составляло 551 человек.
Население по переписи 2001 года составляло 748 человек. Телефонный код — 5238. Код КОАТУУ — 3524680801.